# Rory Gallagher
Rory Gallagher, född 2 mars 1948 i Ballyshannon i Donegal, Irland, död 14 juni 1995 i London, var en irländsk bluesrockgitarrist och sångare. Han är ansedd som en talangfull gitarrist, och ses allmänt som en av de mest inflytelserika irländska rock- och bluesmusikerna. Gallagher blev mest känd för sina karismatiska framträdanden, sitt intensiva turnerande och sin hängivenhet till sitt musikerarbete. Gallagher har sålt över 30 miljoner skivor världen över. I musiktidningen Rolling Stone lista över de hundra bästa gitarristerna genom tiderna så kom Gallagher på plats 57 och på Gibson's "Top 50 Guitarists" kom han på delad 42-plats.

## Tidiga åren
Gallagher var nio år när han fick sin första akustiska gitarr och själv började lära sig spela. År 1963 köpte han sin första elgitarr, en Fender Stratocaster 61, på Crowley's Music Center i Cork för 100 pund, gitarren sägs ha varit den första som kom till Irland. Denna gitarr fortsatte han att använda under hela sin karriär.
Under sin uppväxt hade Gallagher inte råd att köpa skivor, så för att lära sig spela lyssnade han på radiokanaler och tittade på tv-program där hans idoler så som till exempel Muddy Waters, Leadbelly och Woody Guthrie spelade samt läste av ackorddiagram i böcker.
Gallagher turnerade redan 1963 vid 15 års ålder Storbritannien runt med The Fontana Showband som från början spelade populärmusik. Gallagher fick dock snabbt stark musikalisk influens i gruppen och lyckades reformera bandet till The Impacts som kom att ägna sig åt rock'n'roll och RnB. The Impacts fortsatte att turnera i Irland och Spanien innan de anlände till London där de upplöstes 1965. Gallagher tog därefter med sig basisten och trummisen från bandet och reste till Hamburg för att få spela så mycket som möjligt. Efter en tid tillbringad i Hamburg återvände Gallagher till Irland där sökandet efter likasinnade musiker började.

## Taste
I augusti 1966 bildade Gallagher bandet Taste. Gruppen bestod förutom Gallagher till en början av Eric Kitteringham (bas) och Norman Damery (Trummor), men 1968 byttes de ut mot Charlie McCracken (bas) och John Wilson (trummor). Det var först 1969 som Taste släppte sitt första album, Taste. Efter det släppte de ytterligare ett studioalbum, On the Boards 1970, samt två livealbum. Taste blev ett välkänt liveband och turnerade intensivt under sitt korta leverne, bland annat I USA och Kanada tillsammans med Blind Faith samt Delaney & Bonnie 1969.
Taste blev tillsammans med Yes den 26 november 1968 inbjudna att vara förband till Cream på deras avskedskonsert i Royal Albert Hall. Inte långt efter denna spelning blev Gallagher tillfrågad av Cream, med Jack Bruce (bas) och Robert Stigwood (manager) i spetsen, om att ersätta Eric Clapton som gitarrist i bandet och tillsammans med Ginger Baker fortsätta att turnera och spela in under namnet Cream. Gallagher tackade dock nej till erbjudandet då han inte ville för evigt behöva gå i Claptons fotspår.
År 1970 spelade Taste på den välkända Isle of Wight Festival med andra artister som Jimi Hendrix, The Doors, Jethro Tull och Miles Davis. Kort efter denna mycket uppmärksammade spelning stod det klart för Gallagher att bandet höll på att glida isär musikaliskt och efter en avklarad europaturné upplöste han bandet i Belfast och tog sikte på en solokarriär.
Ett väldigt särskilt karaktärsdrag under åren med Taste var att Gallagher under vissa låtar kunde lägga undan gitarren en stund för att ta fram sin alt-saxofon som han sedan spelade vidare på under låten.

## Solokarriär

### 70-tal
Gallagher inledde sin solokarriär efter Taste med att anställa Gerry McAvoy (bas) och Wilgar Campbell (trummor). Gallaghers solokarriär började väldigt bra för honom och under 1970-talet släppte han 10 album varav två stycken livealbum samtidigt som han konstant turnerade runt i världen. Gallagher blev också utsedd till "Melody Maker's International Top Musician of the Year 1972" framför många mer välkända namn inom musikvärlden. Trots denna framgång erhöll dock aldrig Gallagher någon stjärnstatus vilket till stor del berodde på att han vägrade låta skivbolagen släppa singlar, vilket ledde till att hans låtar aldrig spelades på radion och även för att han föredrog mindre spelningar på teatrar och klubbar istället för större spelningar på exempelvis arenor.
År 1970 fick Gallagher ännu ett erbjudande att ansluta till ett välkänt band. Alan Wilson som var Canned Heats gitarrist från bandets start hade avlidit och man sökte nu en ersättare i bandet. Gallagher tackade nej även till detta erbjudande.

År 1971 blev Gallagher personligen inbjuden av sin idol Muddy Waters att spela på albumet The London Muddy Waters Session tillsammans med bland andra Mitch Mitchell och Steve Winwood. Gallagher kunde inte tacka nej till en av sina största inspirationskällor och accepterade erbjudandet och de började spela in albumet. 

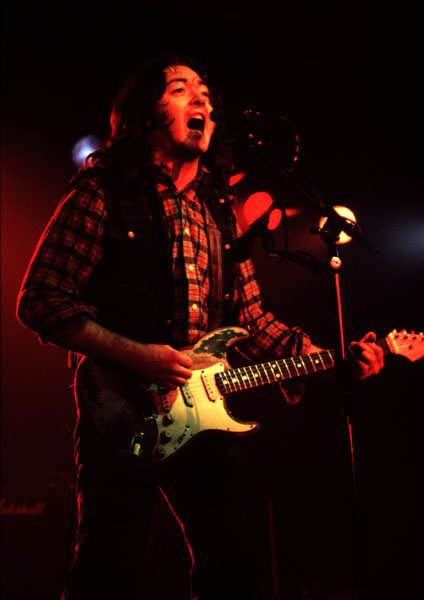
Rory Gallagher på en spelning i Dublin 1980

År 1973 fick Gallagher än en gång jobba med en av sina idoler, Jerry Lee Lewis, då denne erbjudit honom att spela in ett par Rock'n'roll-klassiker på albumet The Session. Andra musiker som medverkade på albumet var Alvin Lee, Albert Lee och Kenney Jones. Gallagher och Lewis spelade bland annat in en version av The Rolling Stones låt Satisfaction.
Ritchie Blackmore slutade som gitarrist i Deep Purple 1975 och då var Gallagher återigen påtänkt som ersättare i det väletablerade och framgångsrika bandet. Han var, tillsammans med Jeff Beck, David Coverdales förstahandsval som potentiell ersättare, men platsen gick senare till Tommy Bolin då Gallagher som väl känt ville fortsätta med sin solokarriär.
Gallaghers bristande kändisskap och tidigare nekanden till ansluta till andra band stoppade dock inte ett av världens största band, nämligen The Rolling Stones, från att kontakta honom 1975 då de sökte en ersättare för Mick Taylor i bandet som gitarrist. Gallagher anslöt sig till dem i Rotterdam i januari, Men dålig planering från Stones och en Japan-turné i faggorna ledde till att Gallagher lämnade Stones efter två dagar av studiospelning och platsen som ersättare gick sedermera till Ronnie Wood.

### 80-tal
Till skillnad från Gallaghers konstanta turnerande och med i genomsnitt ett skivsläpp varje år under 1970-talet så släppte han bara två studioalbum och en live-LP under 80-talet, medan han under större delen av årtiondet fortsatte att turnera intensivt, dock med en lång paus från turnering i USA och andra länder långt ifrån hans hem, en stor anledning till detta var att på att Gallagher utvecklat rädsla för att flyga.
Andra anledningar till Gallaghers mindre framgångsrika årtionde var delvis dålig skivförsäljning och dåliga skivbolags- och turnékontrakt, men också det faktum att Gallaghers hälsa började svikta mot slutet av årtiondet då han jobbade fruktansvärt intensivt som musiker och vägrade trappa ner på tempot. Gallaghers lösning på problemet var att lita på sin läkare och ta de mediciner de skrev ut till honom. Ett val som i slutänden blev förödande för honom.

### 90-tal
Med 80-talet bakom sig tog Gallagher, trots sina hälsoproblem, ny fart under 90-talet och han spelade in sitt sista album före sin död, Fresh Evidence och han återvände även till USA under årtiondet och många trodde att Gallagher var på väg ut ur skuggorna och ut på musikscenen igen. Gallagher hävdade själv att han hade överkommit sin flygrädsla 1991.
Trots den något nytända gnista hos Gallagher, så kunde hans hälsoproblem inte ignoreras längre efter att han under en spelning i Nederländerna den 10 januari 1995 kollapsat på scenen. Efter kollapsen blev Gallagher tvungen att göra läkarbesöket som han tidigare avfärdat. Man insåg snart att Gallaghers alkoholvanor och användning av diverse mediciner hade skadat hans lever så illa att han behövde en transplantation.
En transplantation genomfördes och lyckades men Gallagher blev snabbt mycket sämre då han ådrog sig en infektion på sjukhuset. Han avled till följd av infektionen den 14 juni 1995.

## Influenser och spelteknik
Gallagher har beskrivit sina musikaliska influenser som väldigt mångsidiga och hade alltid svårt att välja få olika musiker när frågan kom på tal. Gallagher har istället absorberat influenser från många olika artister vid olika tillfällen och för olika syften i sitt gitarrspel. Musiker som inspirerat honom är bluesikoner som Muddy Waters, Buddy Guy, Big Bill Broonzy och Jimmy Reed, folkikoner som Lonnie Donnegan, Woody Guthrie, Bert Jansch och Leadbelly, Rock'n'rollikoner som Chuck Berry, Buddy Holly och Eddie Cochran samt Jazzinfluenser från saxfonisterna Ornette Coleman och Eric Dolphy som Gallagher beundrade för deras friformiga jazzstil på saxofonen som han överförde till sitt gitarrspel. Gallagher själv hävdar även att Keltisk musik i allmänhet har varit en stor inspiration för honom som musiker.
Med alla dessa influenser i ryggmärgen utvecklade Gallagher en unik spelstil där han alltid behöll sina bluesrötter men samtidigt lyckades inkorporera Rock, Folk, Jazz och Country i sin stil. Rory hade skickligheten att spela både snabbt och frenetiskt samt med lugn och harmoni. Han använde sig framförallt av tonerna från bluesskalorna när han skapade sina solon, Gallagher lät dock inga formella mönster av toner komma i vägen för vilka toner han använde sig av i sina solon då han ofta inkorporerade mer okonventionella toner från andra skalor, Gallagher refererar själv till dessa toner som "funny notes". 
Gallaghers preferens var att spela tekniskt men fortfarande inte överstiga nivån där det inte fanns någon "känsla" eller relation till låten längre. För att åstadkomma detta använde han sig av tekniker som inte ännu fått fotfäste i gitarrvärlden som "finger tapping"(senare populariserat av Eddie Van Halen), "Pinch harmonics", "volume swells", "behind the nut string bending" och även wah-wah-effekt utan att använda en vanlig pedal, utan istället använde sig av tonkontrollen på sin gitarr för att manipulera ljudet och utvinna effekten. Gallagher var tidigt ute med dessa tekniker och kan därför ses som en av föregångarna till gitarrister som senare populariserade och fullbordade dessa tekniker.
Förutom att vara tidig med ovanstående tekniker använde han sig också av vanligare tekniker som under sin framfart som gitarrist användes av många samtida gitarrister. Pre-bends, Trills, vibrato och alternate picking utgjorde en stor del av Gallaghers musikaliska språk.
En annan teknik som Gallagher använde sig av var hybrid picking där man istället för att använda ett plektrum på vanligt vis eller spelade med fingrarna (fingerstyle) spelade med båda två. Han greppade plektrumet mellan tummen och pekfingret och spelade bastonerna samtidigt som han med fingrarna plockade melodin på de högre strängarna. Denna teknik använde han sig framförallt av när han spelade akustisk gitarr men även stundtals då han spelade elgitarr.
Gallagher var också ansedd som en utmärkt slide-gitarrist, en teknik som han först började lära sig i The Fontana Showband och som han senare efter att ha sett Brian Jones spela med The Rolling Stones utvecklade enormt. Stämningarna Gallagher använde sig av då han spelade slide varierade men oftast var det öppna dur-stämningar i G och D. Gallagher använde sig av olika typer av "slides" då koppar, stål, mässing och glas hade alla enligt Gallagher olika karaktärer och han valde därför att utnyttja de olika ljuden de gav vid olika tillfällen.

## Arv
Gallaghers bror Donal Gallagher som bland annat var Gallaghers manager under hans solo-år, samt hans brorson Daniel Gallagher sköter Gallaghers affärer efter hans död. 2003 släppte de postumt ett album med namnet Wheels within Wheels som var en samling av akustiskt material. Albumet innehåller gäster som Lonnie Donegan, Bert Jansch, The Dubliners, Juan Martin och Chris Newman.
2011 släppte de även ett tidigare osläppt album som Gallagher spelade in i San Francisco 1977 som efter avklarad inspelning valdes att skrotas av Gallagher då han inte tyckte det var ett tillräckligt bra album att ge ut. Kort före hans död 1995 gav han dock sin bror Donal tillåtelse att ge ut albumet Notes From San Francisco om det mixades om. Donal lät sin son Daniel göra detta 2011 och efter det har albumet släppts. Första skivan är alla låtar som skulle varit på skivan om den släppts och den andra är låtar från en live-spelning från en San Francisco-konsert i december 1979.
Många musiker har genom åren talat väl om Gallagher samt citerat honom som en inspiration. Slash beskrev Gallaghers gitarrspel som "Loud virtuoso rock'n'roll guitar-playing.", Brian May har avslöjat att han är skyldig Gallagher sitt "gitarrljud" då han som ung frågat Gallagher hur han fick sitt ljud, Jimmy Page beskrev efter Gallaghers död honom som "Nice guy and a great guitar player.", Eric Clapton kallade honom "The man who got me back in to the blues." och Glenn Tipton kallade honom för hans största inspirationskälla.
Andra musiker som uttryckt respekt för Gallagher är The Edge, Bono, Johnny Marr, Davy Knowles, Janick Gers, Vivian Campbell, Gary Moore, Joe Bonamassa, Georgie Famie, Jack Bruce, Ronnie Drew, Bob Dylan och Van Morrison.

## Bandmedlemmar

### Taste
- Rory Gallagher (gitarr, sång, saxofon, munspel, m.m.)

- 1966–1968: Eric Kitteringham (bas) och Norman Damery (trummor)

- 1968–1970: Richard McCracken (bas) och John Wilson (trummor)

### Solo
- Rory Gallagher (gitarr, sång, munspel, m.m.)

- 1970–1972: Gerry McAvoy (bas) och Wilgar Campbell (trummor)

- 1972–1976: Gerry McAvoy (bas), Lou Martin (klaviatur) och Rod de'Ath (trummor)

- 1976–1981: Gerry McAvoy (bas) och Ted McKenna (trummor)

- 1981–1991: Gerry McAvoy (bas) och Brendan O'Neil (trummor) och ofta som gästspelare Mark Feltham (munspel)

- 1992–1995: David Levy (bas), Jim Levaton, John Cooke (klaviatur) och Richard Newman (trummor) och ofta som gästspelare Mark Feltham (munspel)

## Diskografi
- 1971 – Rory Gallagher
- 1971 – Deuce
- 1972 – Live in Europe
- 1973 – Blueprint
- 1973 – Tattoo
- 1974 – Irish Tour '74
- 1975 – Against the Grain
- 1976 – Calling Card
- 1978 – Photo Finish
- 1979 – Top Priority
- 1980 – Stage Struck
- 1982 – Jinx
- 1987 – Defender
- 1990 – Fresh Evidence
- 1999 – BBC Sessions